# 川内村 (高知県)
川内村（かわうちむら）は、高知県高岡郡にあった村。現在のいの町の南西部、仁淀川の右岸にあたる。

## 地理
- 河川：仁淀川

## 歴史
- 1889年（明治22年）4月1日 - 町村制の施行により、鎌田村・大内村・波川村の区域をもって発足。
- 1954年（昭和29年）3月1日 - 吾川郡伊野町・八田村・土佐郡宇治村と合併し、改めて吾川郡伊野町が発足。同日川内村廃止。

## 交通

### 鉄道路線
村域を日本国有鉄道の土讃線が通過したが、駅は所在しなかった。現在は旧村域に波川駅が所在するが、当時は未開業。

### 道路
- 国道33号